# Elmo di Polizzello
L'elmo di Polizzello è un elmo di produzione cretese in bronzo del VII secolo a.C., perfettamente conservato, presenta incisa sul paraguancia la figura di un guerriero.
Esso proviene dagli scavi del sito archeologico di Polizzello vicino a Mussomeli in provincia di Caltanissetta. Esso, dopo un accurato restauro, è conservato ed esposto nei moderni locali del Museo archeologico regionale di Caltanissetta sito in Contrada Santo Spirito vicino all'Abbazia di Santo Spirito. 
Un altro esemplare, gemello di questo manufatto, è conservato al Museum für Kunst und Gewerbe di Amburgo.

## Descrizione
L'elmo in bronzo manca del cimiero posto al suo vertice, la forma è a globo leggermente allungata verso il vertice punto di inserimento del cimiero. 
Sono quattro i fogli di bronzo, di spessore medio pari ad 1 cm, con cui è stato realizzato il manufatto. 
I fogli sono tutti fissati tra loro con dei rivetti, la coppia superiore forma la calotta vera e propria, mentre due coppie più piccole formano la protezione laterale dell'elmo. 
Le due lamine inferiori sono rivolte leggermente all'esterno definendo così il paranuca. 
Sul lato sinistro è possibile osservare un'incisione con un motivo a freccia a due linee che forma una cornice entro la quale si scorge il disegno di un oplita con elmo e scudo.
Il reperto è stato trovato, nella campagna di scavi che si è protratta dal 2000 al 2006, nel sacello B insieme ad altri importantissimi reperti quali il guerriero di Polizzello (figurina fittile di un guerriero itifallico) ed una lunga lancia.

## Importanza storica
Questo elmo di fattura cretese, gemello di un elmo proveniente da Afrati (Aphratì-Arkades nella provincia cretese di Candia) del tutto identico, anche per il disegno dell'oplita inciso sul paraguance, fu probabilmente prodotto dallo stesso artigiano.
I due elmi, unici conosciuti di questa fattura al mondo, sono stati esposti insieme in occasione della mostra "Sikania" insieme ad altri reperti della Sicilia centro-meridionale. Il secondo elmo è di proprietà del Museum für Kunst und Gewerbe di Amburgo, questo prima era di un privato Cretese.
L'elmo è di poco successivo alla fondazione di Akragas, esso potrebbe essere stato un oggetto preda di guerra oppure un dono di un oplita cretese.
Poiché mancante del cimiero, che non è stato ritrovato nel sito, si ritiene possa esserne stato privo nel momento della posa nel sito di Polizzello e quindi era un manufatto privato di un qualunque uso bellico, ciò spiega l'ipotesi del dono o della preda bellica.
L'importanza storica del reperto sta nel fatto che esso testimonia della relazione esistente tra i cretesi siciliani, che furono i fondatori di Gela, e i cretesi della madre patria. Probabilmente è questo reperto l'ultimo testimone della lunga storia dei Cretesi in Sicilia.
Infatti, il sito del ritrovamento è stato abbandonato, probabilmente per la conquista da parte del tiranno agrigentino Falaride, successivamente al 560-550 a.C..